# Pau Golf Club 1856

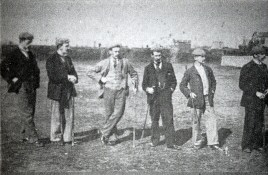
Spelers in 1896

De Pau Golf Club 1856 is de oudste golfclub in Frankrijk. Haar golfbaan ligt in Billère in de Pyrénées-Atlantique in Nouvelle-Aquitaine.
De club is de oudste golfclub van het hele Europese continent. Het is een besloten club met 650 leden.
Er is een 18 holesbaan en er zijn drie oefenholes. De drivingrange heeft 26 afslagplaatsen, waarvan er 15 overdekt zijn.
De baan vindt zijn oorsprong in de legering van Britse militairen bij Pau in 1814. Twee Schotse officieren begonnen aldaar met een primitieve vorm van golf. Veel later keerden deze officieren terug en stimuleerden het spelen van golf.
In 1960 had de club 350 leden.

## Trivia
- Voor het 50-jarig bestaan in 1906 werden Harry Vardon, John Henry Taylor, Sandy Herd, Archie Simpson en Willie Auchterlonie uitgenodigd om een demonstratiewedstrijd te spelen met de clubprofessional Joe Llyod.